# Mackay (Queensland)
Mackay ist eine Stadt im australischen Bundesstaat Queensland mit 80.000 Einwohnern. Mackay befindet sich 900 Kilometer nördlich von Brisbane, der Hauptstadt von Queensland. In Mackay wird mehr als ein Drittel des australischen Zuckers produziert, deshalb wird die Stadt auch „Zuckerhauptstadt von Australien“ genannt. Die Jahresdurchschnittstemperatur von Mackay liegt bei 23 °C.
Die Stadt ist nach dem Entdeckungsreisenden John Mackay benannt, der 1860 in das Gebiet der Mackay Region eindrang.

## Tourismus
Mackay befindet sich in der Nähe des Eungella-Nationalparks, dem Great Barrier Reef und den Whitsunday Islands, welche touristisch gesehen sehr wichtig für die Region Mackay sind. Doch gilt Mackay nicht als typisch australischer Touristenort, sondern mehr als Zwischenstopp, wenn Touristen z. B. unterwegs zu den Whitsunday Inseln sind.

## Geschichte
Einer der ersten Europäer war der Entdecker James Cook des Gebiets der Machay Region, welcher die Küste von Mackay am 1. Juni 1770 erreichte. Der Schotte John Mackay kam 1860 mit einer Gruppe von Siedlern aus Neusüdwales an den Pioneer River und siedelte sich dort an, und 1868 wurden die ersten Zuckerrohrpflanzen aus Java hier angepflanzt. Durch den erfolgreichen Anbau des Zuckerrohrs kamen die Siedler und die sich entwickelnde Stadt bald zu Wohlstand. In der Hauptgeschäftsstraße, der Victoria Street, brannten 1915 und 1916 mehrere Geschäftshäuser nieder, und im Jahre 1918 wurde Mackay von einem starken tropischen Zyklon getroffen und zu 80 % zerstört. Daraufhin wurde eine Vorschrift erlassen, die den Neubau von Holzhäusern untersagte. Im Zuge des Wiederaufbaues entstanden zahlreiche Gebäude im Art-déco-Stil. 1958 und 2008 richteten schwere Sturmfluten erneut starke Schäden in der Stadt an.
Mackay war unter anderem einer der Austragungsorte beim Cricket World Cup 1992.

## Architektur

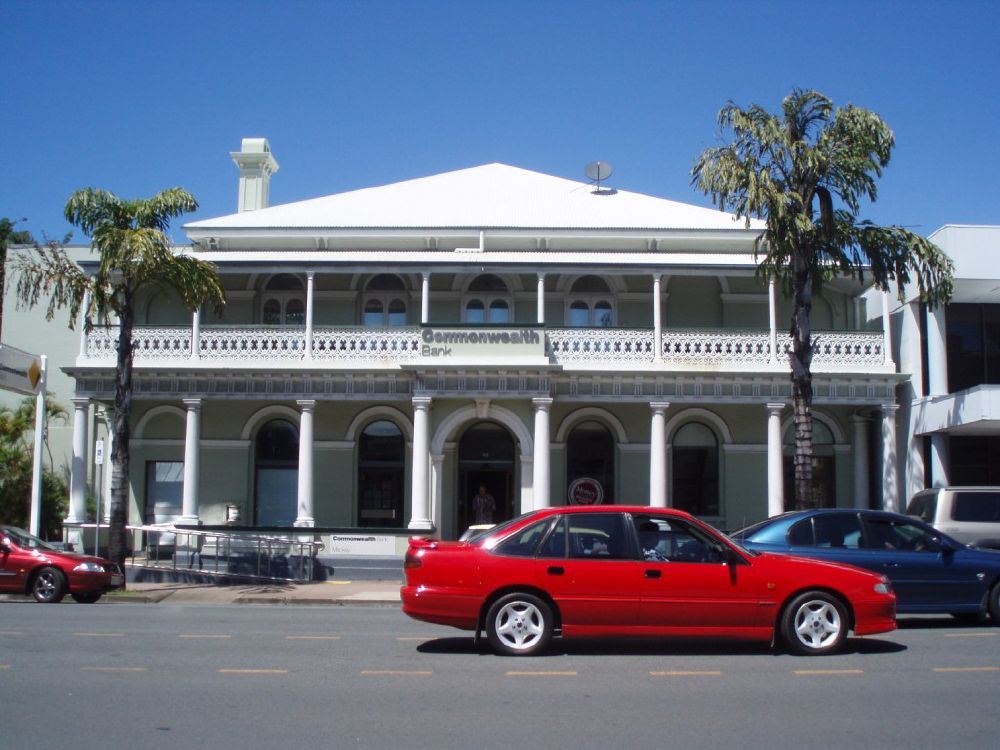
Commonwealth Bank

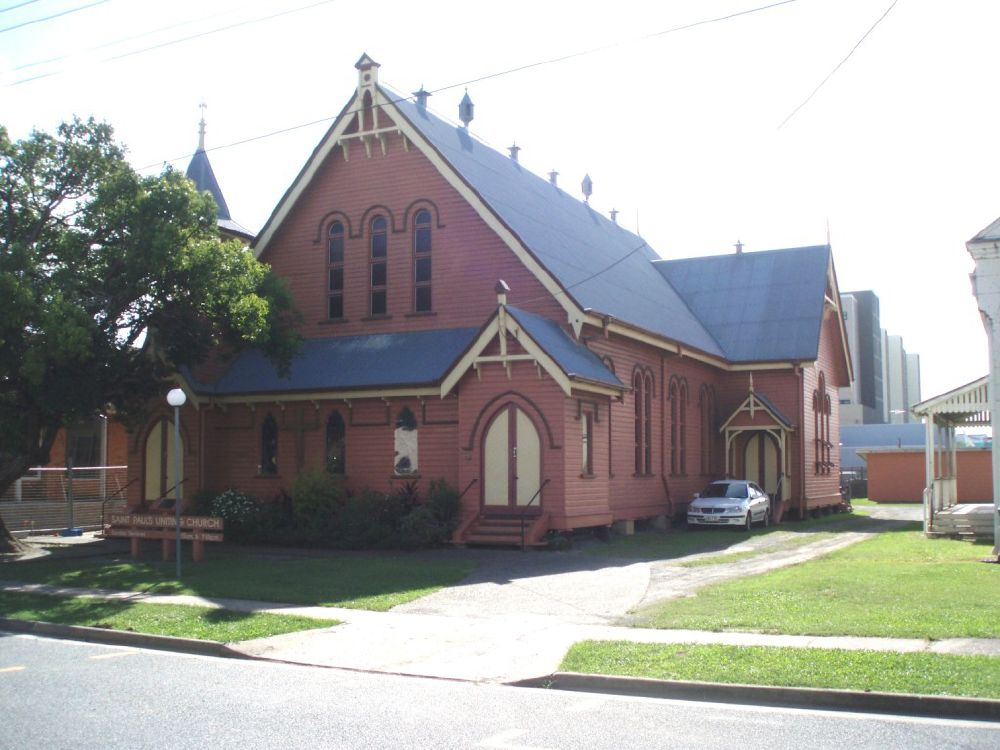
St. Paul’s Uniting Church

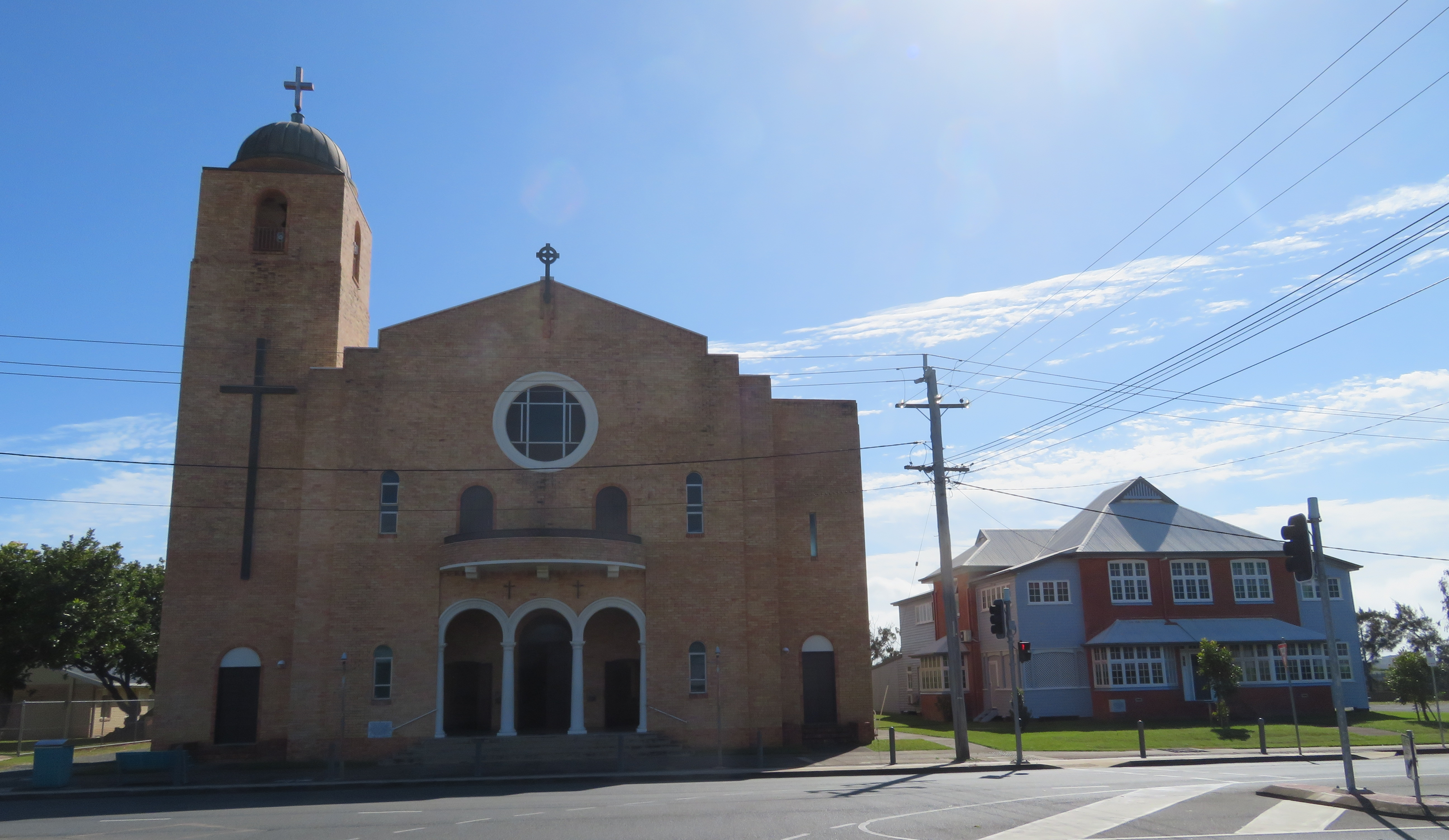
St. Patrick Church mit Pfarrhaus

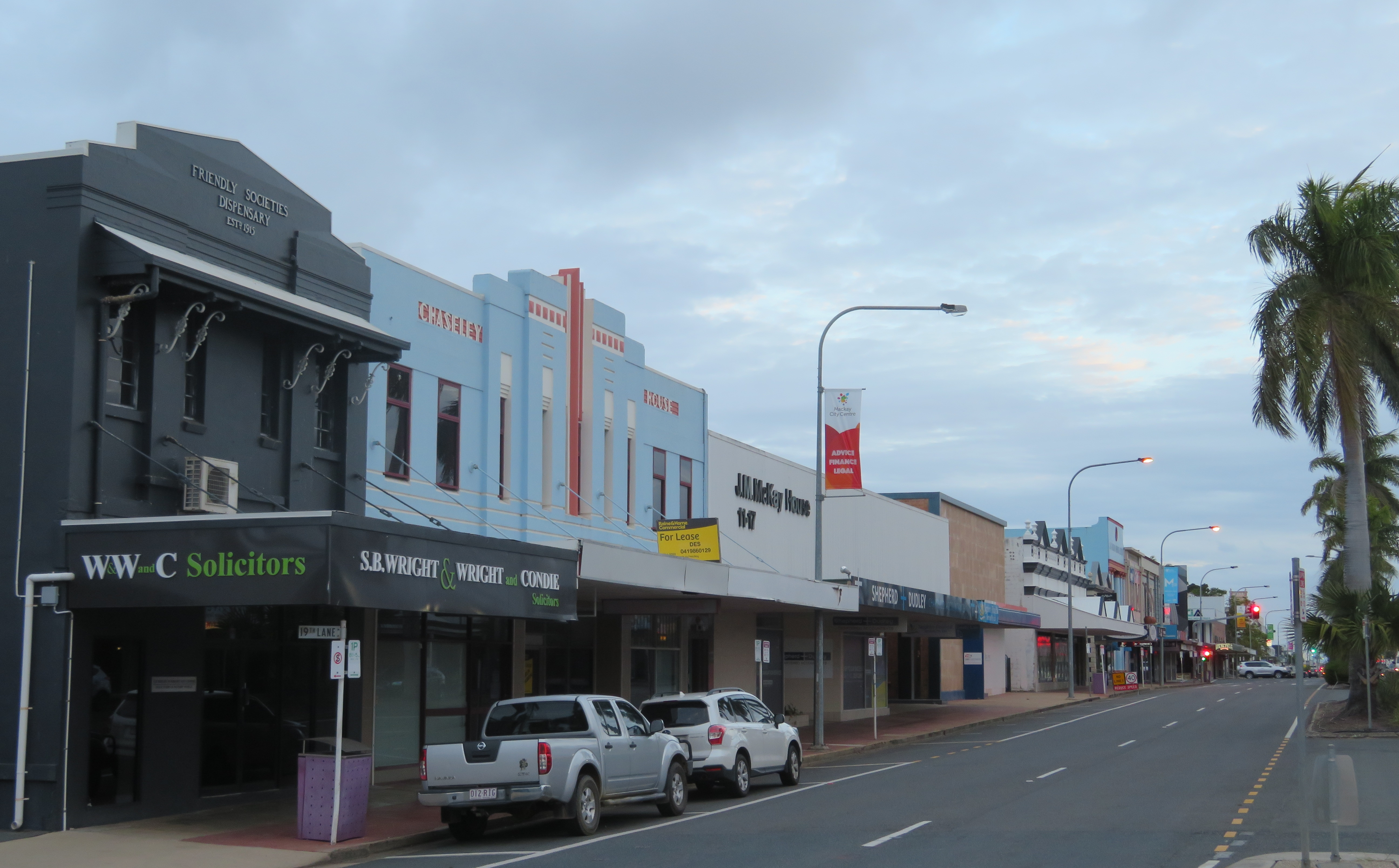
Chaseley House in der Sydney Street

Im Stadtzentrum sind zahlreiche gut erhaltene Gebäude im Art-déco-Stil zu sehen, z. B. die 1940 erbaute ehemalige Hauptpost mit ihrem weithin sichtbaren Uhrturm, das Taylors Hotel von 1936, der 1935 erbaute Freimaurertempel, das Pioneer Shire Council von 1935 und das Ambassador Hotel (1937). Zu den ältesten Gebäuden der Stadt gehören das bereits 1880 erbaute Commonwealth Bank Building und das Gerichtsgebäude (Old Court House) von 1885. Das Mackay Technical College, heute ein Teil der Universität Mackay, wurde 1911–12 erbaut. Das 1912 fertiggestellte Rathaus (Town Hall) war eines der wenigen Gebäude, das 1918 den Zyklon unversehrt überstand. Das 1937 erbaute Chaseley House in der Sydney Street ist eines der bekanntesten Art-déco-Häuser der Stadt.
Die älteste noch erhaltene Kirche in Mackay ist die St. Paul’s Uniting Church, deren Bau 1898 vollendet wurde. Eine der größten Kirchen der Stadt ist die St. Patrick Church, deren 1915 erbautes Pfarrhaus zu den ältesten noch erhaltenen Wohnhäusern der Stadt gehört.

## Schienenverkehr

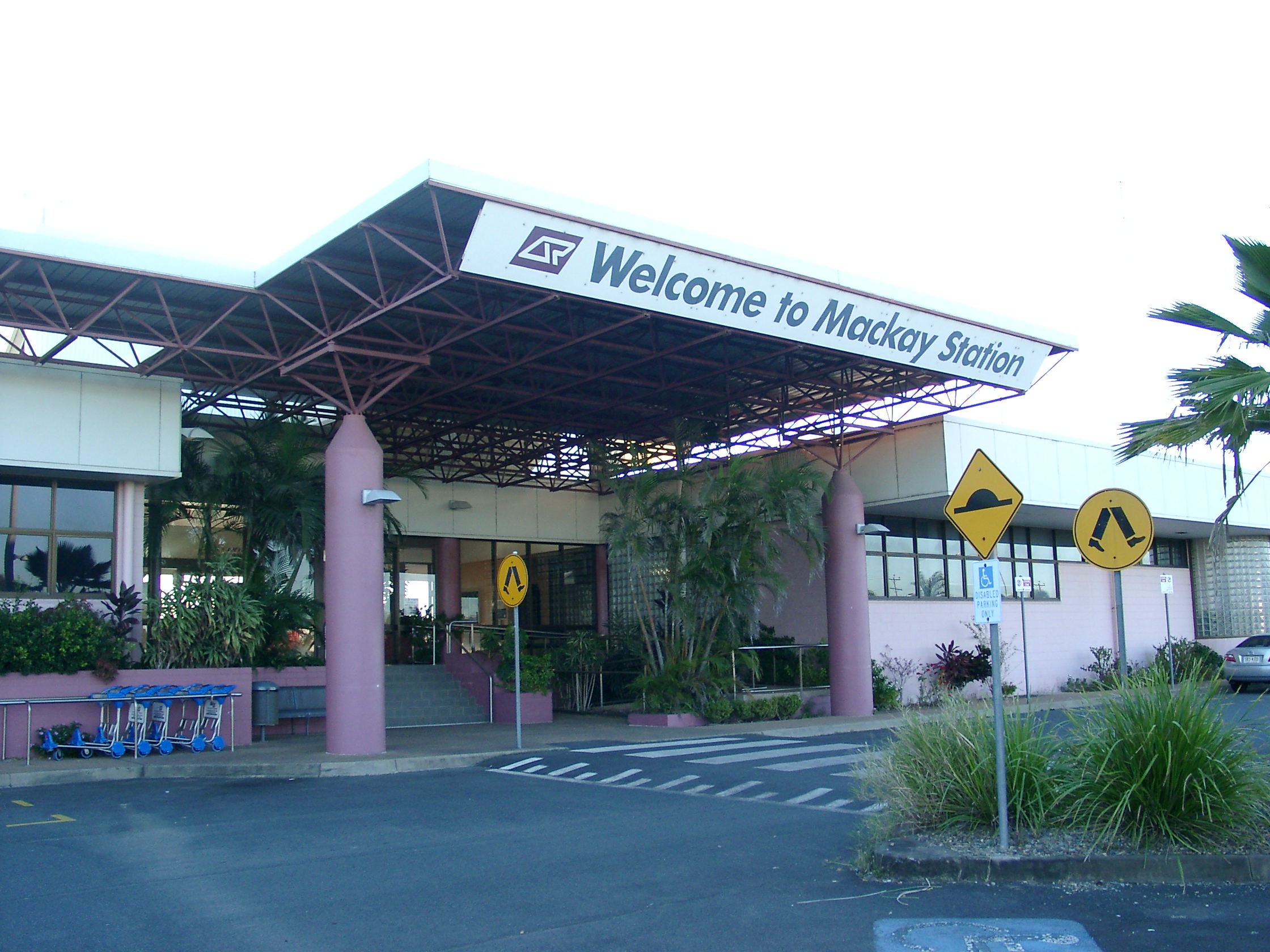
Bahnhof von Mackay

Mackay liegt an der Bahnlinie von Brisbane nach Cairns. Diese wird von Queensland Rail (QR) betrieben. Es findet hauptsächlich Güterverkehr statt. Dazu gehören die Transporte zum Hafen. Der Personenverkehr beschränkt sich auf Touristenzüge und einen Schnellzug von Brisbane nach Cairns. Mackay besitzt einen modernen Bahnhof mit einem Bahnsteig.

## Linienverkehr
In Mackay gibt es von Montag bis Samstag (7:05 bis 18:45 Uhr) öffentlichen Linienbusverkehr. Das Verkehrsunternehmen nennt sich MTC – Mackay Transit Coaches. Es werden insgesamt 12 Linien betrieben:
- Route 1 City to East Mackay
- Route 2 City to West Mackay
- Route 3 City to South Mackay
- Route 4/4A City to Slade Point
- Route 5 City to Andergrove
- Route 6 City to Beaconsfield
- Route 7 City to Northern Beaches
- Route 8 City to Gienella
- Route 9 University to Walkerston (nur Montag bis Freitag)
- Route 10 City to Sarina (nur Montag bis Freitag)
- Route 11 City to Mirani (nur donnerstags)
- Route 12 City to Harbour/Marina

## Klimatabelle
|                       | Jan   | Feb   | Mär   | Apr   | Mai   | Jun  | Jul  | Aug  | Sep  | Okt  | Nov  | Dez   |   |         |
| Mittl. Tagesmax. (°C) | 29,9  | 29,5  | 28,5  | 26,6  | 24,1  | 21,9 | 21,2 | 22,4 | 25,1 | 27,4 | 29,1 | 29,9  | ⌀ | 26,3    |
| Mittl. Tagesmin. (°C) | 23,5  | 23,3  | 22,2  | 20,1  | 17,2  | 13,8 | 12,8 | 14,0 | 16,5 | 19,6 | 21,7 | 22,9  | ⌀ | 18,9    |
|                       |       |       |       |       |       |      |      |      |      |      |      |       |   |         |
| Niederschlag (mm)     | 281,0 | 316,9 | 275,4 | 154,3 | 110,9 | 59,9 | 42,4 | 33,9 | 16,4 | 36,5 | 86,1 | 192,6 | Σ | 1.606,3 |
|                       |       |       |       |       |       |      |      |      |      |      |      |       |   |         |
| Sonnenstunden (h/d)   | 8,6   | 7,5   | 7,6   | 7,1   | 6,8   | 7,6  | 7,7  | 8,7  | 9,5  | 9,4  | 9,3  | 8,9   | ⌀ | 8,2     |
|                       |       |       |       |       |       |      |      |      |      |      |      |       |   |         |
| Regentage (d)         | 12    | 15    | 14    | 12    | 10    | 5    | 5    | 4    | 2    | 5    | 6    | 8     | Σ | 98      |
|                       |       |       |       |       |       |      |      |      |      |      |      |       |   |         |
| Luftfeuchtigkeit (%)  | 77    | 79    | 79    | 79    | 80    | 78   | 78   | 77   | 74   | 72   | 73   | 74    | ⌀ | 76,7    |

| 23,5 |

| 23,3 |

| 22,2 |

| 20,1 |

| 17,2 |

| 13,8 |

| 12,8 |

| 14,0 |

| 16,5 |

| 19,6 |

| 21,7 |

| 22,9 |

| 23,5 |

| 23,3 |

| 22,2 |

| 20,1 |

| 17,2 |

| 13,8 |

| 12,8 |

| 14,0 |

| 16,5 |

| 19,6 |

| 21,7 |

| 22,9 |

## Söhne und Töchter der Stadt
- Graeme Connors (* 1956), Country-Musiker und Liedtexter
- Sandy Brondello (* 1968), Basketballspielerin und -trainerin
- Cathy Freeman (* 1973), Leichtathletin
- Nicole Pratt (* 1973), Tennisspielerin
- Baeden Choppy (* 1976), Hockeyspieler
- Courtney Atkinson (* 1979), Duathlet und Triathlet
- Benita Willis (* 1979), Langstreckenläuferin
- Linda Mackenzie (* 1983), Freistilschwimmerin
- Mick Gordon (* 1985), Komponist und Sound Designer
- Nick Ffrost (* 1986), Freistilschwimmer